# Zeine Ould Zeidane
Zeine Ould Zeidane (1966) es un político y economista mauritano. Tras perder las elecciones presidenciales de marzo de 2007, fue nombrado primer ministro por el nuevo Presidente el 20 de abril del mismo año y renunció al cargo en mayo de 2008.

## Biografía
Nacido en Tamchekett, Zeidane estudió en Nuakchot, así como en la Universidad de Niza, Francia. A su regreso a Mauritania, fue profesor en la Universidad de Nuakchot antes de incorporarse al Banco Central de Mauritania. En 2000, se integró en el Banco Mundial, al tiempo que trabajaba como asesor económico del Presidente de Mauritania, Maaouya Ould Sid'Ahmed Taya. En julio de 2004, fue designado Gobernador del Banco de Mauritania. Fue el único ministro que mantuvo su puesto tras el golpe de Estado de 2005., aunque dimitió para poder presentarse a las elecciones presidenciales, donde fue el candidato más joven. Se presentó como independiente y obtuvo el tercer puesto en votos populares en la primera vuelta, con un apoyo del 15,3%. El 17 de marzo de 2007, Zeidane anunció su apoyo para la segunda vuelta a Sidi Ould Cheij Abdallahi, quien finalmente fue elegido Presidente.
Abdallahi lo nombró primer ministro el 20 de abril, un día después de tomar posesión como Presidente, sustituyendo a Sidi Mohamed Ould Boubacar.
Presentó su dimisión ante el presidente de la República el 6 de mayo de 2008, sucediéndole Yahya Ould Ahmed El Waghef.